# Euscorpiops dakrong
Euscorpiops dakrong là một loài bọ cạp trong họ Euscorpiidae, chúng là loài mới được phát hiện tại huyện Đakrông thuộc tỉnh Quảng Trị vào năm 2014 trong một khu bảo tồn thiên nhiên ở tỉnh Quảng Trị. Mẫu vật của chúng được được nhóm khoa học Việt Nam và Pháp thu thập mẫu vật trong hang động khu Bảo tồn thiên nhiên Đakrông, huyện Đakrông, tỉnh Quảng Trị.

## Đặc điểm
Bò cạp Dakrong có màu nâu vàng với nhiều đốm màu nâu đậm. Con đực trưởng thành dài 27 mm, còn con cái dài 25 mm. Chúng được phân biệt với các loài khác thuộc giống Euscorpiops bởi các đặc điểm là kích thước cơ thể nhỏ hơn, màu sắc mặt lưng nhạt hơn.